# Bibliografia lui Ray Bradbury
Aceasta este o listă a lucrărilor scrise de Ray Bradbury.

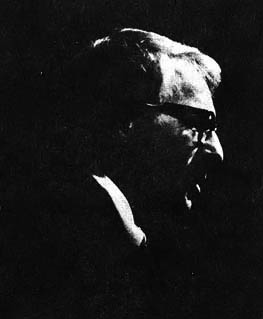
Bradbury în 1976.

## Romane
- 1950 - The Martian Chronicles1

ro. Cronicile marțiene
- 1953 - Fahrenheit 451

ro. 451º Fahrenheit
- 1957 - Dandelion Wine1

ro. Vin de păpădie (ed. Paladin, 2020 - ISBN: 9786069000298)
- 1962 - Something Wicked This Way Comes
- 1972 - The Halloween Tree
- 1985 - Death Is a Lonely Business
- 1990 - A Graveyard for Lunatics
- 1992 - Green Shadows, White Whale2
- 2001 - From the Dust Returned1
- 2002 - Let's All Kill Constance
- 2006 - Farewell Summer

Note:
1  Roman compus predominant din povestiri publicate anterior, vag interconectate. 

2  Reminiscențe autobiografice de ficțiune cu porțiuni care au fost publicate anterior ca povestiri individuale

## Culegeri de povestiri
În plus față de acestea, multe alte povestiri scurte scrise de Bradbury au fost publicate în antologii cu mai mulți autori. Aproape cincizeci de povestiri realizate de Bradbury nu au fost colectate niciodată după data publicării în diferite reviste.
- 1947 - Dark Carnival
- 1951 - The Illustrated Man

ro. Omul ilustrat
- 1953 - The Golden Apples of the Sun
- 1955 - The October Country
- 1959 - A Medicine for Melancholy
- 1959 - The Day It Rained Forever
- 1962 - The Small Assassin
- 1962 - R is for Rocket

ro. Aici sunt tigri
- 1964 - The Machineries of Joy
- 1965 - The Autumn People
- 1965 - The Vintage Bradbury
- 1966 - Tomorrow Midnight
- 1966 - S is for Space
- 1966 - Twice 22
- 1969 - I Sing The Body Electric
- 1975 - Ray Bradbury
- 1976 - Long After Midnight
- 1979 - The Fog Horn & Other Stories
- 1980 - One Timeless Spring
- 1980 - The Last Circus and the Electrocution
- 1980 - The Stories of Ray Bradbury
- 1981 - The Fog Horn and Other Stories
- 1983 - Dinosaur Tales
- 1984 - A Memory of Murder
- 1985 - The Wonderful Death of Dudley Stone
- 1988 - The Toynbee Convector
- 1990 - Classic Stories 1
- 1990 - Classic Stories 2
- 1991 - The Parrot Who Met Papa
- 1991 - Selected from Dark They Were, and Golden-Eyed
- 1996 - Quicker Than The Eye
- 1997 - Driving Blind
- 2001 - Ray Bradbury Collected Short Stories
- 2001 - The Playground
- 2002 - One More for the Road
- 2003 - Bradbury Stories: 100 of His Most Celebrated Tales
- 2003 - Is That You, Herb?
- 2004 - The Cat's Pajamas: Stories
- 2005 - A Sound of Thunder and Other Stories
- 2007 - The Dragon Who Ate His Tail
- 2007 - Now and Forever: Somewhere a Band is Playing & Leviathan '99
- 2007 - Summer Morning, Summer Night
- 2009 - Ray Bradbury Stories Volume 2
- 2009 - We'll Always Have Paris: Stories

### Antologii
Bradbury a editat aceste antologii care conțin lucrări ale altor autori
- 1952 - Timeless Stories for Today and Tomorrow
- 1956 - The Circus of Dr. Lao and Other Improbable Stories

## Povestiri
Bradbury a scris peste 400 de povestiri și nuvele. 
- 1938 - Hollerbochen's Dilemma
- 1938 - Hollerbochen Comes Back
- 1939 - Don't Get Technatal
- 1939 - Gold
- 1939 - The Pendulum
- 1940 - The Maiden of Jirbu (cu Bob Tucker)
- 1940 - Tale of the Tortletwitch (sub pseudonimul Guy Amory)
- 1941 - The Trouble with Humans is People
- 1941 - Pendulum (cu Henry Hasse)
- 1942 - The Candle
- 1943 - The Scythe
- 1944 - The Lake
- 1945 - The Watchers
- 1945 - The Big Black and White Game
- 1945 - Invisible Boy
- 1946 - The Traveller
- 1946 - Homecoming
- 1947 - I See You Never]
- 1947 - The Small Assassin
- 1948 - Mars is Heaven!
- 1948 - The Fruit at the Bottom of the Bowl (publicată și sub denumirea Touch and Go)
- 1949 - The Exiles (publicată și sub denumirea The Mad Wizards of Mars)
- 1949 - Dark They Were, and Golden-Eyed
- 1950 - The Veldt
- 1950 - There Will Come Soft Rains
- 1951 - The Fireman
- 1951 - The Beast from 20,000 Fathoms (publicată și sub denumirea The Fog Horn)
- 1951 - The Pedestrian
- 1952 - A Sound of Thunder - stă la baza filmului Vânătoare fatală
- 1952 - The April Witch
- 1953 - The Flying Machine
- 1953 - The Meadow
- 1953 - Dandelion Wine
- 1953 - „Zmeul auriu și vântul argintiu”
- 1954 - All Summer in a Day
- 1956 - The Sound of Summer Running (publicată și sub denumire Summer in the Air)
- 1957 - Sun and Shadow
- 1958 - The Wonderful Ice Cream Suit (publicată și sub denumire The Magic White Suit[3])
- 1959 - A Medicine for Melancholy
- 1960 - The Best of All Possible Worlds
- 1962 - The Machineries of Joy
- 1964 - The Cold Wind and the Warm
- 1966 - The Man in the Rorschach Shirt
- 1967 - The Lost City of Mars
- 1978 - The Mummies of Guanajuato
- 1979 - The Aqueduct
- 1984 - The Toynbee Convector
- 1985 - „Trapdoor” („Chepengul”)[4]
- 1988 - The Dragon
- 1994 - From the Dust Returned
- 2003 - Is That You, Herb?
- 2009 - Juggernaut

## Piese de teatru
- 1953 - The Flying Machine: A One-Act Play for Three Men
- 1963 - The Anthem Sprinters and Other Antics
- 1965 - A Device Out of Time: A One-Act Play
- 1966 - The Day It Rained Forever: A Comedy in One Act
- 1966 - The Pedestrian: A Fantasy in One Act
- 1972 - Leviathan '99: A Drama for the Stage
- 1972 - The Wonderful Ice Cream Suit and Other Plays
- 1975 - Pillar of Fire and Other Plays for Today, Tomorrow, and Beyond Tomorrow
- 1975 -  Kaleidoscope
- 1976 - That Ghost, That Bride of Time: Excerpts from a Play-in-Progress Based on the Moby Dick Mythology and Dedicated to Herman Melville
- 1984 - Forever and the Earth
- 1986 - The Martian Chronicles
- 1986 - The Wonderful Ice Cream Suit
- 1986 - Fahrenheit 451
- 1988 - Dandelion Wine
- 1988 - To The Chicago Abyss
- 1988 - The Veldt
- 1988 - Falling Upward
- 1990 - The Day It Rained Forever
- 1991 - Ray Bradbury on Stage: A Chrestomathy of His Plays
- 2010 - Wisdom 2116 (US) sau Ray Bradbury's 2116 The Musical (UK)

## Scenarii
Această listă nu include adaptări realizate de către alții pe baza lucrărilor publicate de Bradbury. 
- 1953 - It Came from Outer Space
- 1956 - Moby Dick
- Jane Wyman Presents The Fireside Theatre
  - 1956 - The Bullet Trick / The Marked Bullet
- Alfred Hitchcock Presents
  - 1956 - Shopping for Death
  - 1958 - Design for Loving
  - 1959 - Special Delivery
  - 1962 - The Faith of Aaron Menefee (după o povestire de Stanley Ellin)
- Steve Canyon
  - 1959 - The Gift
- Trouble Shooters
  - 1959 - The Tunnel to Yesterday
- 1961 King of Kings (narațiune, necreditat)
- Zona crepusculară
  - 1962 - I Sing the Body Electric
- Alcoa Premiere
  - 1962 - The Jail
- 1962 - Icarus Montgolfier Wright
- 1963 - Dial Double Zero (The Story of a Writer)
- The Alfred Hitchcock Hour
  - 1964 - The Life Work of Juan Diaz
- 1969 - The Picasso Summer
- The Curiosity Shop
  - 1971 - The Groon
- 1979 - Gnomes
- 1982 - The Electric Grandmother
- 1983 - Something Wicked This Way Comes
- 1983 - Quest
- 1985-1992 - The Ray Bradbury Theater
- Zona crepusculară
  - 1986 - The Elevator
- 1992 - Little Nemo: Adventures in Slumberland
- 1993 - The Halloween Tree
- 1998 - The Wonderful Ice Cream Suit

## Literatură pentru copii
- 1955 - Switch on the Night
- 1982 - The Other Foot
- 1982 - The Veldt
- 1987 - The April Witch
- 1987 - The Fog Horn
- 1987 - Fever Dream
- 1991 - The Smile
- 1992 - The Toynbee Convector
- 1997 - With Cat for Comforter
- 1997 - Dogs Think That Every Day Is Christmas
- 1998 - Ahmed and the Oblivion Machines: A Fable
- 2006 - The Homecoming

## Producții audio
- 1958 - The Martian Chronicles (8 LP-uri)
- 1962 - Burgess Meredith Reads Ray Bradbury (LP)
- 1963 - Sum and Substance (LP)
- 1967 - The Martian Chronicles (5 LP-uri)
- 1969 - Teaching Guide – "The Smile" (LP)
- 1971 - Christus Apollo (LP)
- 1973 - Dimension X (casetă)
- 1974 - Three Classic Stories (casetă)
- 1975 - The Martian Chronicles: There Will Come Soft Rains and Usher II (LP)
- 1975 - The Illustrated Man (2 casete)
- 1976 - The Illustrated Man: The Veldt and Marionettes, Inc. (LP/casetă)
- 1976 - The Martian Chronicles and The Illustrated Man (casetă)
- 1977 - The Martian Chronicles (2 casete)
- 1977 - Science Fiction Soundbook (casetă)
- 1979 - The Ray Bradbury casetă Library (6 casete)]
- 1979 - The Martian Chronicles: There Will Come Soft Rains and Usher II (casetă)
- 1980 - Long After Midnight (casetă)]
- 1980 - Our Lady Queen of the Angels: A Celebrational Environment (casetă)
- 1982 - Fahrenheit 451 (casetă)
- 1984 - A Sound of Thunder/The Screaming Woman (casetă)
- 1984 - Bradbury 13 (casetă series)
- 1985 - The Martian Chronicles (2 casete)
- 1985 - Ray Bradbury Himself: Reads 19 Complete Stories (4 casete)
- 1986 - The Martian Chronicles (6 casetăs)
- 1986 - [Fantastic Tales of Ray Bradbury (6 casete)
- 1986 - The Stories of Ray Bradbury (2 casete)
- 1986 - Ray Bradbury (casetă)
- 1986 - Night Call, Collect/The Ravine (casetă)
- 1986 - The Veldt/There Was An Old Woman (casetă)
- 1986 - The Wind/Dark They Were and Golden Eyed (casetă)
- 1986 - The Man: Interview With Ray Bradbury (casetă)
- 1986 - Kaleidoscope/Here There Be Tygers (casetă)
- 1986 - The Fox and the Forest/The Happiness Machine (casetă)
- 1987 - The Martian Chronicles (casetă)
- 1987 - Ray Bradbury (casetă)
- 1987 - Dandelion Wine (casetă)
- 1988 - Fahrenheit 451 (casetă/CD)
- 1988 - The Illustrated Man (casetă/CD)
- 1988 - Omni Audio Experience I (casetă)
- 1988 - The Golden Apples of the Sun (casetă/CD)
- 1989 - Death and the Compass/The Playground (casetă)
- 1989 - The Toynbee Convector (casetă)
- 1989 - [Death and The Compass and The Playground – with Jorge Luis Borges (casetă)
- 1990 - I Sing The Body Electric (casetă/CD)
- 1990 - The October Country (casetă/CD)
- 1990 - Death is a Lonely Business (casetă/CD)
- 1990 - Long after Midnight/The Halloween Tree (casetă/CD)
- 1991 - Journeys Through Time and Space (casetă)
- 1991 - Ray Bradbury: Tales of Fantasy (2 casete)
- 1991 - Ray Bradbury (casetă)
- 1991 - Fahrenheit 451 (casetă)
- 1991 - The Martian Chronicles (casetă)
- 1991 - Nathaniel Hawthorne Read by Ray Bradbury (casetă)
- 1992 - A Sound of Thunder (casetă)
- 1992 - Kaleidoscope and There Was An Old Woman (casetă)
- 1992 - Green Shadows, White Whale (2 casete)
- 1992 - Ray Bradbury Himself: Reads 19 Complete Stories (4 casete)
- 1993 - William Shatner and Leonard Nimoy Read Four Science Fiction Classics (4 casete)
- 1994 - Dark They Were and Golden Eyed (casetă)
- 1994 - The Ravine and Here There Be Tygers (casetă)
- 1994 - The Man and The Happiness Machine (casetă)
- 1994 - The Illustrated Man (casetă)
- 1994 - The Wind and The Veldt (casetă)
- 1994 - Vanishing Point: Radio Dramas from the Fourth Dimension (casetă)
- 1995 - Fahrenheit 451 (casetă)
- 1995 - We Hold These Truths (CD)
- 1996 - The October Country (casetă)
- 1996 - Long After Midnight and The Halloween Tree (casetă)
- 1996 - I Sing The Body Electric (casetă)
- 1996 - Kaleidoscope/The Human Operators (casetă)
- 1997 - [Something Wicked this Way Comes (6 casete)
- 1997 - The Martian Chronicles (casetă)
- 1998 - Ray Bradbury: Science Fiction (casetă)
- 1999 - The Ray Bradbury Theater (casetă)
- 1999 - The Science Fiction Theater (casetă)
- 1997 - Something Wicked this Way Comes (6 casetăs)
- 2000 - [Science Fiction on Old Time Radio (casetă/CD)
- 2001 - Fahrenheit 451 (casetă/CD)
- 2001 - From the Dust Returned: A Family Remembrance (casetă)
- 2001 - Dark Carnival (CD)
- 2001 - The 60 Greatest Old Time Radio Shows from Science Fiction: Selected by Ray Bradbury (casetă/CD)
- 2002 - The Illustrated Man (CD/casetă)]
- 2002 - One More for the Road: A New Story Collection (casetă)
- 2002 - 2000X: Tales of the Next Millennia (casetă/CD)]
- 2002 - Christus Apollo (CD)
- 2003 - The War of The Worlds (CD)
- 2004 - The Greatest Science Fiction Shows (CD)]
- 2006 - Fahrenheit 451 (3 CD-uri)
- 2006 - Farewell Summer (CD)
- 2007 - Now and Forever (casetă/CD)
- 2007 - Dandelion Wine (CD)
- 2007 - Something Wicked This Way Comes (CD)
- 2008 - Live Radio Theatre From the International Mystery Writers' Festival (CD)
- 2008 - Selected Shorts: Readers and Writers (CD)
- 2009 - We'll Always Have Paris (CD)
- 2010 - Bradbury 13 (CD)

## Non-ficțiune
- 1952 - No Man Is an Island
- 1962 - The Essence of Creative Writing: Letters to a Young Aspiring Author
- 1967 - Creative Man Among His Servant Machines
- 1978 - The God in Science Fiction
- 1979 - About Norman Corwin
- 1981 - There is Life on Mars
- 1985 - The Art of Playboy
- 1990 - Zen in the Art of Writing
- 1991 - Yestermorrow: Obvious Answers to Impossible Futures
- 2004 - Conversations with Ray Bradbury (ed. Steven L. Aggelis)
- 2005 - Bradbury Speaks: Too Soon from the Cave, Too Far from the Stars
- 2007 - Match to Flame: The Fictional Paths to Fahrenheit 451

## Diverse
- 1979 - To Sing Strange Songs
- 1979 - Beyond 1984: Remembrance of Things Future
- 1980 - The Ghosts of Forever
- 1982 - The Love Affair
- 1985 - Long After Ecclesiastes: New Biblical Texts
- 1998 - Christus Apollo: Cantata Celebrating the Eighth Day of Creation and the Promise of the Ninth
- 2000 - Witness and Celebrate
- 2001 - A Chapbook for Burnt-Out Priests, Rabbis and Ministers
- 2001 - Dark Carnival (ediție limitată cu materiale suplimentare)
- 2003 - The Best of The Ray Bradbury Chronicles
- 2003 - The Best of Ray Bradbury: The Graphic Novel
- 2003 - It Came from Outer Space (scenariu și materiale conexe)]]
- 2005 - The Halloween Tree, ediție limitată care include romanul, scenariul, variante de texte și materiale conexe
- 2007 - Futuria Fantasia
- 2007 - Somewhere a Band is Playing: Early Drafts and Final Novella